# Pulli, Pärnumaa
Pulli är en by i sydvästra Estland. Den ligger i Tori kommun och landskapet Pärnumaa, 110 km söder om huvudstaden Tallinn. Antalet invånare är 153. Före kommunreformen 2017 tillhörde byn Sauga kommun.
Pulli ligger 14 meter över havet och terrängen runt byn är mycket platt. Runt Pulli är det glesbefolkat, med 12 invånare per kvadratkilometer. Närmaste större samhälle är Pärnu, 11 km väster om Pulli. I omgivningarna runt Pulli växer i huvudsak blandskog.
Trakten ingår i den hemiboreala klimatzonen. Årsmedeltemperaturen i trakten är 4 °C. Den varmaste månaden är juli, då medeltemperaturen är 18 °C, och den kallaste är januari, med −11 °C.